# Hans Floderus

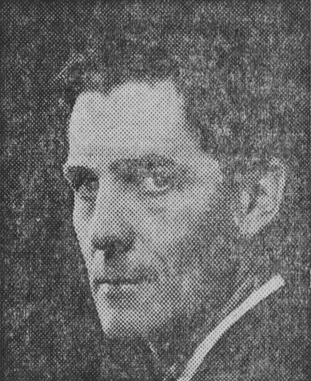
Hans Floderus

Hans Åke Floderus, född 3 april 1922 i Nässjö, död 9 juni 2006 i Stockholm, var en svensk arkitekt. Han var sedan 1950 gift med arkitekt Åsel Floderus.
Floderus, som var son till ingenjör Styrbjörn Floderus och Annie Nyberg, avlade studentexamen i Falun 1943 och utexaminerades från Kungliga Tekniska högskolan 1951. Han var anställd på olika arkitektkontor i Stockholm 1950–1955, bedrev egen arkitektverksamhet i Västerås från 1955, var stadsarkitekt i Norbergs köping från 1957 och i Avesta stad/kommun från 1959 till pensioneringen 1987. Han utarbetade generalplaner för Köpings stad, Hallstahammars köping, Norbergs köping och Avesta stad. Hans Floderus är begravd på Lidingö kyrkogård.